# Juicio a lo natural
Juicio a lo natural es una comedia musical argentina de temática gay escrita por Nicolás Pérez Costa, con música original de Ignacio Medina Pardi, presentada durante cuatro temporadas. Se estrenó en el año 2005, en el teatro Margarita Xirgu de Buenos Aires, con un elenco de 20 actores más músicos en vivo. En el año 2006 y 2007 se presentó en el teatro El Cubo de Buenos Aires y viajó a la provincia chaqueña para el festival gay lésbico 2007, organizado por el periodista Juan Bautista Britez. En el año 2008 se presentó en la ciudad de Rosario en el teatro Mateo Booz. Juicio a lo natural presentó su quinta temporada en Buenos Aires en el teatro El Cubo en el año 2010.

## Argumento
Sebastián está saliendo del closet. Deberá enfrentar temores y prejuicios de la sociedad para poder salir adelante.

## Otros datos
- Nacho Medina, compositor de la música original, también realizó los efectos sonoros de El manifiesto homosexual.